# Caspar Anton von Belderbusch

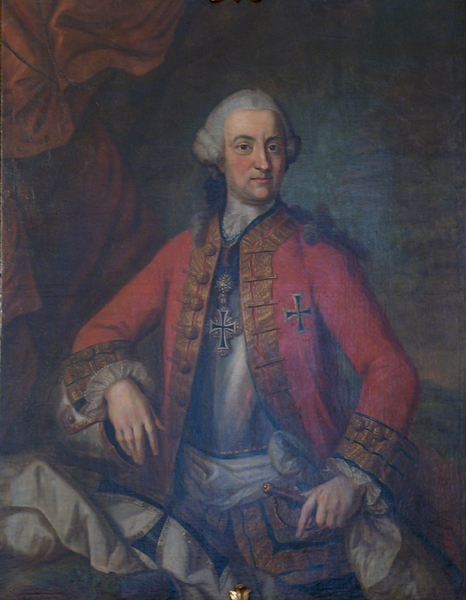
Caspar Anton von Belderbusch (Porträt von Johann Heinrich Fischer im Stadtmuseum Bonn)

Caspar Anton Freiherr (ab 1782 Graf) von der Heyden genannt Belderbusch (* 5. Januar 1722 in Montzen; † 2. Januar 1784 auf Schloss Miel bei Bonn) war Deutschordensritter und Landkomtur von Alden Biesen. Ab 1755 amtierte er als Hofkammerpräsident und seit 1767 als Premierminister von Kurköln.

## Leben

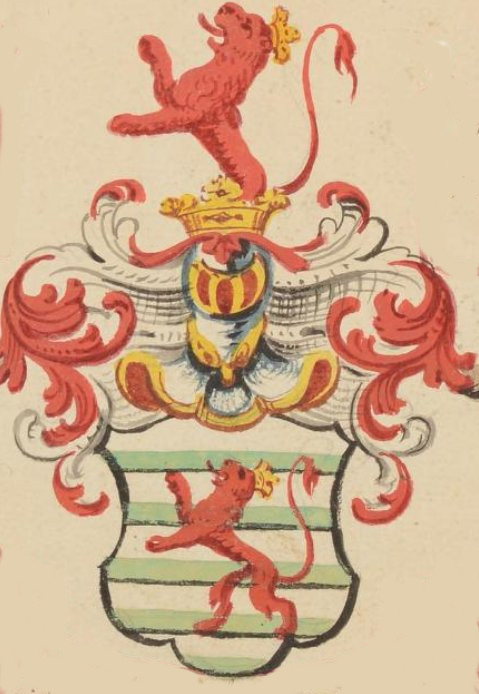
Wappen der Familie Von der Heyden genannt Belderbusch

Caspar Anton war Mitglied der Familie Von der Heyden, genannt Belderbusch. Seine Eltern waren Vincenz Philip Anton Freiherr von der Heyden gen. Belderbusch (* 21. Januar 1690; † 23. März 1771), Aachener Schöffe, Herr von Montzen, Streversdorp und Donrath, und Maria Clara Eugenia von Westrem (* 14. Mai 1687 in Gutacker; † 30. September 1775). Er war das dritte von fünf Kindern; einer seiner Brüder war Johann Ernst Theodor von Belderbusch. Deren Geburtsort war wohl auf Burg Streversdorp, wo er in der dortigen Burgkapelle getauft wurde. Gemeinsam mit seinem ältesten Bruder, Maximilian Wilhelm, besuchte er von 1732 bis 1734 das Jesuitengymnasium in Aachen, wo er zu den besten Schülern gehörte. Zeitlebens stand er dem Orden der Jesuiten kritisch gegenüber.
Bereits bei Abschluss der Schule stand fest, dass er in den Deutschen Orden eintreten solle. Daher war er von 1734 bis 1746 Page am Bonner Hof des Kölner Erzbischofs Clemens August I. von Bayern, der zugleich Hochmeister des Deutschen Ordens war. Der Pagendienst sollte dem zukünftigen Ritter standesgemäße Kenntnisse und Fähigkeiten vermitteln. Nebenbei beendete er seine schulische Ausbildung und besuchte anschließend philosophische und juristische Vorlesungen.
1740 bewarb er sich um die Aufnahme in den Deutschen Orden. Hierbei stieß er auf erhebliche Widerstände, denen auch zwei Schreiben des Hochmeisters Clemens August an den Landkomtur von Alden Biesen, Damian Hugo Philipp von Schönborn-Buchheim, nicht abhelfen konnten. Nun besuchte er auf Kosten des Kölner Kurfürsten und Erzbischofs die Universität Löwen, an der er am 28. April 1741 den Abschluss eines Lizentiaten beider Rechte erwarb. Der Erzbischof, bei dem er sich offensichtlich beliebt gemacht hatte und der sich ständig um seine Aufnahme in den Orden bemühte, ernannte ihn 1745 zum Kämmerer (mit 400 Reichsthalern Jahresgehalt) und Cornet seiner Leibwache.
Da die Ordensregierung dem andauernden Druck ihres Hochmeisters nicht standhalten konnte, gewährte sie Belderbusch 1748 die Aufnahme in den Orden, sodass er Ende März 1748 sein Noviziat, abweichend von der Ordensregel, am Bonner Hof beginnen konnte und schließlich von Clemens August am 13. April 1749 in der Paderborner Jesuitenkirche zum Ritter geschlagen wurde. Noch 1749 wurde er Komtur in der Kommende Ramersdorf, 1751 in Sint-Truiden-Ordingen, von 1758 bis 1762 in der Deutschordenskommende St. Aegidius in Aachen und von 1762 bis 1766 in Gruitrode.
Belderbusch, der auch Reisebegleiter seines Hochmeisters war, wurde am 17. August 1755 von diesem zum kurkölnischen Hofkammerpräsidenten und Oberbaukommissar ernannt, hinzu kam am 10. September 1755 die Erhebung zum Geheimen Rat.
Weil Belderbusch für seinen Herrn immer neue Finanzquellen auftat, gelang ihm im Orden eine rasche Karriere, was auch für ihn selbst zu steigenden Einnahmen und, auf Druck des Hochmeisters, am 15. Dezember 1757 zu seiner Wahl zum Koadjutor des Landkomturs von Alden Biesen führte. Dieses Amt übernahm er nach dem Tod des Amtsinhabers am 27. November 1766. Er weilte selten im prächtigen Schloss Alden Biesen. Er errichtete dort aber umfangreiche, noch heute vorhandene Neubauten. Die hohen Erträge der Kommende nutzte er hauptsächlich zur Mehrung seines Privatvermögens. So wurden dort zum Weiterverkauf besondere Hirsche und Rehe gezüchtet. Ansonsten ließ er die Balley durch ihren Sekretär und den Rentmeister verwalten.
Als Erzbischof Clemens August am 6. Februar 1761 verstarb, wählte das Kölner Domkapitel seinen Domdechanten, Maximilian Friedrich von Königsegg-Rothenfels, zum neuen Erzbischof. Dieser, fromm aber politisch eher schwach, bestätigte Belderbusch als ausgewiesenen Finanzkenner des Kurstaates bereits am 9. Mai 1761 in seinem Amt als Hofkammerpräsident. Nach und nach zog dieser auch weitere Ressorts an sich. So wurde er am 19. September 1766 zum Geheimen Konferenzminister und vereinigte mit dem Tode des Premierministers Franz Christoph Anton von Hohenzollern-Sigmaringen 1767 faktisch alle Regierungsfunktionen in seiner Hand, wozu 1768 auch noch die Ernennung zum Ständigen Beauftragten auf den Landtagen im Erzstift und in Westfalen kam.
In den folgenden Jahren gelang ihm nicht nur eine Konsolidierung der Staatsfinanzen und die Wahl des Erzbischofs zum Fürstbischof von Münster, sondern auch eine zunehmende Modernisierung des Staates. Auch die Gründung der Universität Bonn ist weitgehend sein Verdienst. Hierbei kam es jedoch zu einem Konflikt mit dem seit 1761 amtierenden Hochmeister Karl Alexander von Lothringen, der ihn am 18. August 1773 aufforderte, in seine Kommende zurückzukehren. Möglicherweise beabsichtigte Karl Alexander, ein Bruder des 1765 verstorbenen Kaisers Franz I. Stephan und damit Schwager Maria Theresias, dadurch auch eine Schwächung des Kölner Kurfürsten, der im vorausgegangenen Siebenjährigen Krieg versucht hatte, eine Entscheidung für Österreich gegen Preußen zu vermeiden und sich stattdessen den protestantischen Generalstaaten angenähert hatte; Friedrich II. von Preußen hatte ja bereits dessen Wahl zum Kölner Erzbischof unterstützt. Für Belderbusch hätte dies ein Ende seiner Karriere bedeutet, wenn nicht der Erzbischof am 30. August 1773 den Hochmeister ausdrücklich gebeten hätte, ihn zu belassen, da er auf dessen Fähigkeiten angewiesen sei. Belderbusch hatte den Fürstbischof und seinen Hofstaat zuvor 14 Tage in seinem Ordensschloss Alden Biesen fürstlich bewirtet.

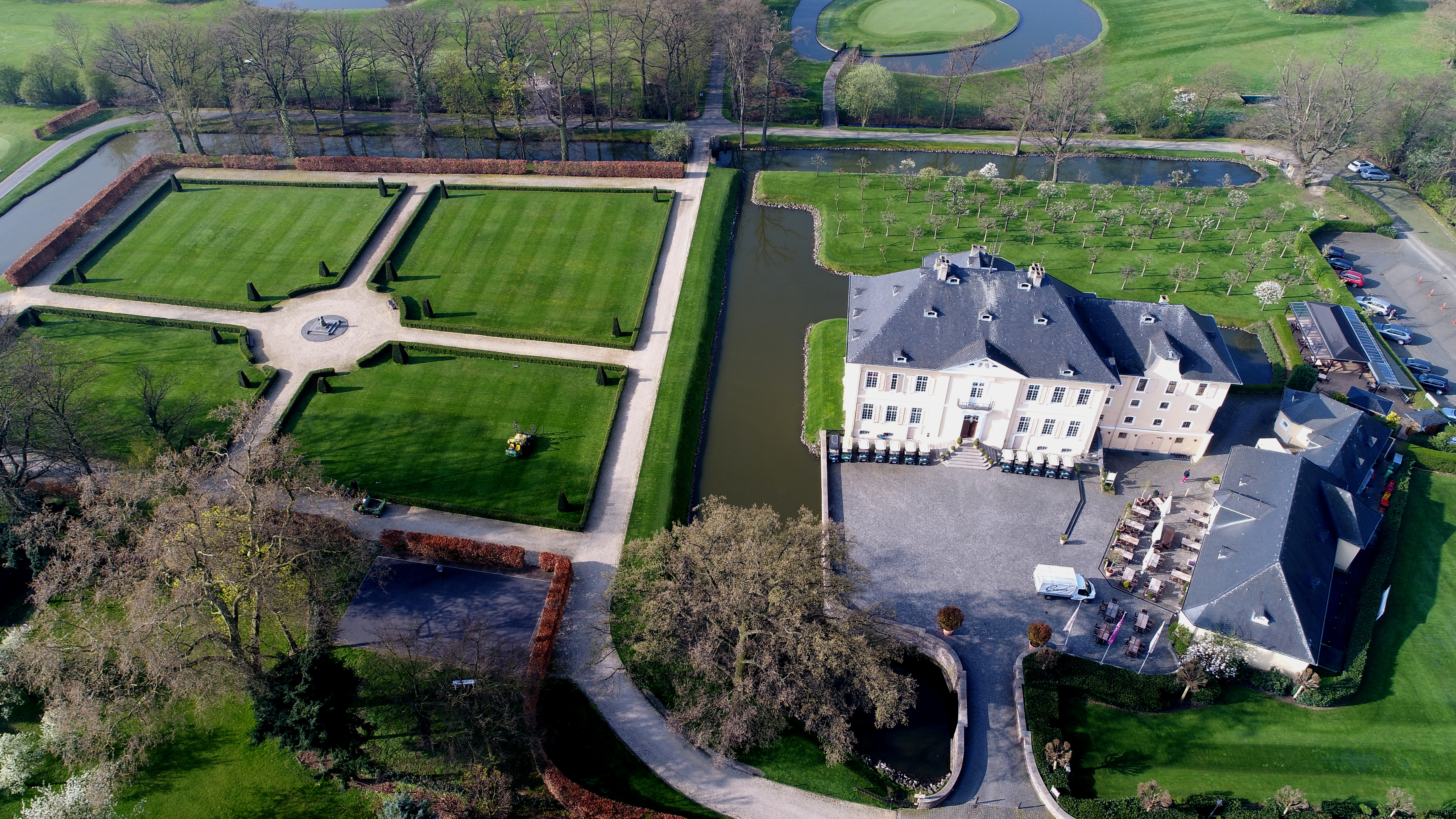
Der von Belderbusch erbaute Jagdsitz Schloss Miel

Das Verhältnis zum Hochmeister muss sich bereits kurz darauf gebessert haben, denn dieser bemühte sich am 8. April 1774 beim Wiener Hof, Belderbusch den Titel eines Kaiserlichen Geheimen Rates zu verschaffen. Zu diesem Zeitpunkt war Belderbusch bereits auf die Bahnen der kaiserlichen Politik eingeschwenkt, sodass er den Titel auch tatsächlich 1776 erhielt. Im Mai 1775 hatte er der Kaiserin Maria Theresia den Vorschlag unterbreitet, dass einer ihrer Söhne sich um die Würde des Erzbischofs von Köln bemühen solle, wofür Belderbusch den politischen Boden bereiten wolle. Tatsächlich wurde dann der jüngste Sohn, Maximilian Franz von Österreich, 1780 durch das Kölner Domkapitel zum Koadjutor gewählt. Dies brachte dem Freiherren und seinen drei Neffen am 2. Februar 1782 die lang ersehnte Reichsgrafenwürde ein, die er allerdings nicht lange genießen konnte, da er 1784 auf seinem 1767–1772 errichteten Schloss Miel starb. Die Nachricht von der zusätzlichen Wahl des Maximilian Franz von Österreich als neuer Fürstbischof des Hochstifts Münster konnte nicht mehr er an Kaiserin Maria Theresia überbringen, sondern dies geschah durch seinen Stellvertreter, Ratsgebietiger Heinrich-Johann von Droste zu Hülshoff.
Über 20 Jahre lang hatte Belderbusch eine Beziehung mit der Äbtissin des Vilicher Damenstiftes, Caroline von Satzenhofen, für die er in seinem Jagdschloss Miel ein Zimmer bereithielt; unter Kurfürst Clemens August war die Mätressenwirtschaft am Bonner Hof gang und gäbe gewesen, doch das Verhältnis zweier geistlicher Funktionsträger war eher außergewöhnlich; unter dem frommen Erzbischof Königsegg ging Belderbusch daher noch diskreter damit um. Ähnlich hielt er es auch in seinem Bemühen um den Erwerb von Grundbesitz für seine Familie. Hierbei konnte er jedoch auch hart mit seinen Angehörigen umgehen, wenn sie nicht nach seinen Vorstellungen und Wünschen handelten, was er mit der Entfernung seines Neffen Carl Leopold vom Bonner Hof bewies.
Belderbusch selbst war ein verlässlicher Mann, der gewohnt war, dass auch dem geringsten seiner Hinweise unbedingt Folge geleistet wurde. Die Möglichkeit eines Zuwiderhandelns stand für ihn nicht zur Debatte und eventuelle Schwierigkeiten wünschte er sofort zu bereinigen. Aufkommenden Unmut oder Resignation verstand der befehlsgewohnte Premierminister durch seine Erfahrung mit Menschen stets zu beseitigen. Ehrgeiz, ein erhebliches Maß an Rücksichtslosigkeit und die Verwendung von Zuckerbrot und Peitsche wusste er einzusetzen.